# Elecciones locales en Andes (Antioquia) de 1994
Las Elecciones locales en Andes de 1994, se llevaron a cabo el 30 de octubre de 1994 en el municipio de Andes (Antioquia), donde fueron elegidos los siguientes cargos para un periodo de cuatro años contados a partir del 1° de enero de 1995:
- Alcalde de Andes (Antioquia)
- Gobernador de Antioquia.
- 13 miembros del Concejo municipal de Andes.
- 26 Diputados de la Asamblea de Antioquia.

## Candidatos al Concejo Municipal
Para el Concejo Municipal de Andes, se eligen 13 concejales, quienes representan a los votantes tanto del centro urbano como los 5 corregimientos de Andes. En total se presentaron 13 listas al concejo municipal, donde cada una de ellas logró elegir a la cabeza de lista:
|  | 13,44 % |

|  | 9,47 % |

|  | 9,29 % |

|  | 6,67 % |

|  | 5,92 % |

|  | 5,72 % |

|  | 5,31 % |

|  | 4,78 % |

|  | 4,31 % |

|  | 4,30 % |

|  | 3,90 % |

|  | 3,83 % |